# Mahalla (Stadtviertel)
Die Mahalla (aus arabisch محلة, DMG Maḥalla ‚Absteigeort, Lagerplatz, Stadtviertel‘) ist in den islamischen Ländern Nordafrikas, des Vorderen Orients, Zentralasiens und Südasiens ein Stadtviertel mit institutionalisierter Selbstverwaltung. Es handelt sich um eine offizielle Verwaltungseinheit. In Südosteuropa kommt die Mahalla auch in den Nachfolgestaaten des Osmanischen Reiches vor.

## Etymologie
Das Wort arabisch محلة, DMG Maḥalla ist im Arabischen ein vom Verb „sich ansiedeln“ abgeleitetes Substantiv. Es bezeichnet einen Teil eines bewohnten Orts (einer Stadt oder eines Dorfs) oder eine kleine, abgelegene Siedlung, die administrativ zu einem größeren Dorf oder einer Stadt gehört.
Das arabische Wort wurde in mehrere Sprachen entlehnt, direkt oder durch Vermittlung anderer Sprachen, vor allem türkisch mahalle. Entsprechende Formen sind persisch محله mahalle, bosnisch mahala, bulgarisch махала machala, mazedonisch маало maalo, griechisch μαχαλάς mahalas, albanisch mëhalla, rumänisch mahala oder in Bangladesch mahalla und in Indien mohalla.
Vom Begriff der Mahalla leitet sich auch der Name des ägyptischen Ortes al-Mahalla al-Kubra („das große Stadtviertel“) ab.

## Osmanisches Reich
Im Osmanischen Reich war die mahalle (türkisch, Plural: mahalleler) die kleinste Verwaltungseinheit. Die Mahalle spielt in der Regel eine wichtige Rolle in der Identitätsbildung mit der örtlichen Moschee bzw. Kirche und dem lokalen Café als den wichtigsten sozialen Einrichtungen. Die Mahalleler bildeten sich nach ethnischen, religiösen und familiären Merkmalen und verfügten meistens über einen zentralen Platz meydan und einen Marktplatz çarşı.
Das Amt des Muhtar (türkisch Muhtarlık) wurde entwickelt, um in Dorfgemeinden oder in einer Mahalle einige staatliche Aufgaben zu übernehmen. Der Muhtar wird alle fünf Jahre von der Gemeinde gewählt. Er übernimmt in seinem Amtsbereich Aufgaben der öffentlichen Verwaltung. Ihm zur Seite steht ein sogenannter Ältestenrat (türkisch Ihtiyar meclisi), dem gewählte Mitglieder sowie – in den Dorfgemeinden – der Dorfschullehrer und der örtliche Imam als „natürliche Mitglieder“ angehören.

## Türkei
In der Türkei sind Mahalle eine administrative Untergliederung der Belediye (Gemeinden). Im Deutschen kann man sie etwa als Stadtteile auffassen, die den Stadtbezirken untergeordnet sind. Die Mahalle sind oft aber relativ klein und umfassen teilweise nur wenige Häuserblöcke. Großstädte wie Istanbul sind Großstadtgemeinden (Büyükşehir belediyesi), die in Gemeinden (Belediye) untergliedert sind. Diese sind wiederum in die Stadtteile (Mahalle) untergliedert. Istanbul etwa besteht aus 39 Belediye, die insgesamt in 963 Mahalle unterteilt sind.

## Usbekistan
Die Struktur der Mahalla (usbekischer Plural: mahallalar) besteht seit dem (europäischen) Mittelalter, im Artikel 105 der usbekischen Verfassung ist verbrieft, dass die Mahalla sämtliche in ihre Zuständigkeit fallenden Fragen selbständig behandeln kann. Ferner dürfen die Mahallalar eigene Kandidaten für das usbekische Parlament vorschlagen, ein Recht, welches allerdings eher auf dem Papier existiert. In jeder Mahalla wird für jeweils zweieinhalb Jahre ein Sprecher (Oqsoqol, „Weißbart“) gewählt, der in der Regel gleichzeitig Richter und Mullah der Mahalla ist.
Die Mahalla regelt alle lokalen Angelegenheiten, häufig wird die Hashar genannte Nachbarschaftshilfe praktiziert. Diese Tradition fand im sowjetischen Subbotnik eine verwandte Ausdrucksform, heißt heute wieder Hashar und ist ein wichtiges Konzept innerhalb der Mahalla. Mittels Hashar werden beispielsweise Stadtviertelmoscheen renoviert oder Straßen instand gesetzt.